# Лантиш
Лантиш (рос. Лантыш) — присілок в Ленському районі Архангельської області Російської Федерації.
Населення становить 39 осіб. Входить до складу муніципального утворення Сафроновське поселення.

## Історія
Від 2004 року входить до складу муніципального утворення Сафроновське поселення.

## Населення
| 2002 | 2010 | 2012 |
| ---- | ---- | ---- |
| 30   | ↘19  | ↗39  |